# Там, де нас нема
«Там, де нас нема» — дебютний студійний альбом гурту «Океан Ельзи», випущений 1998 року лейблом «Nova Records» та перевиданий 2002-го року лейблом «Lavina Music».

## Список композицій
Автор слів Святослав Вакарчук (окрім де вказано), автор музики Океан Ельзи (окрім де вказано). 
| Компакт-касета, видання 1998 Сторона А | Компакт-касета, видання 1998 Сторона А | Компакт-касета, видання 1998 Сторона А |
| #                                      | Назва                                  | Тривалість                             |
| -------------------------------------- | -------------------------------------- | -------------------------------------- |
| 1.                                     | «Новий день»                           | 2:46                                   |
| 2.                                     | «Там, де нас нема»                     | 3:27                                   |
| 3.                                     | «Голос твій»                           | 3:54                                   |
| 4.                                     | «Позич мені сонце»                     | 4:04                                   |
| 5.                                     | «Тадж-Махал»                           | 3:40                                   |
| 6.                                     | «Сумна мелодія»                        | 4:16                                   |
| Тривалість 22:07                       |                                        |                                        |

| Сторона Б                 | Сторона Б               | Сторона Б  |
| #                         | Назва                   | Тривалість |
| ------------------------- | ----------------------- | ---------- |
| 7.                        | «Поїзд "Чужа Любов"»    | 3:57       |
| 8.                        | «Йду на дно»            | 3:35       |
| 9.                        | «Вісім»                 | 3:26       |
| 10.                       | «Ластівка з мого міста» | 3:03       |
| 11.                       | «Ти забула давно»       | 4:40       |
| 12.                       | «Long Time Ago»         | 3:45       |
| Загальна тривалість 44:33 |                         |            |

| Компакт-диск, перевидання 2002 | Компакт-диск, перевидання 2002              | Компакт-диск, перевидання 2002 | Компакт-диск, перевидання 2002 | Компакт-диск, перевидання 2002 |
| #                              | Назва                                       | Автор слів                     | Автор музики                   | Тривалість                     |
| ------------------------------ | ------------------------------------------- | ------------------------------ | ------------------------------ | ------------------------------ |
| 13.                            | «Колиска вітру»                             | Богдан Стельмах                | Володимир Івасюк               | 3:04                           |
| 14.                            | «Годі вже»                                  | Ірина Білик Федір Млинченко    | Ірина Білик                    | 4:28                           |
| 15.                            | «Там, де нас нема» (Danilkin Де ви є remix) |                                |                                |                                |
| Загальна тривалість 44:33      |                                             |                                |                                |                                |

## Учасники запису
У записі альбому брали участь:
| - Святослав Вакарчук — вокал - Павло Гудімов — гітара - Юрій Хусточка — бас-гітара - Денис Глінін — барабани - Роман Суржа — клавішні (треки 3,5-7 та 12), музичний продюсер - Едуард Коссе — тамбурин (трек 2) | - Іван Шевчук — звукорежисер (трек 14) - Аркадій Віхорєв — звукорежисер (трек 9) - Дмитро Іваней — звукорежисер (треки 1-8,10-12 та 14) - Олег Барабаш — звукорежисер (трек 13) - Олексій Степанов — фото - Наталія Голіброда — дизайн |